# آرتور پیناجیان
آرتور پیناجیان (ارمنی: Արթուր Փինաջյան؛ ۲۸ مارس ۱۹۱۴ – ۱۹ اوت ۱۹۹۹) یک هنرمند ارمنی-آمریکایی و خالق کتاب کامیک بود. وی در بین دهه‌های ۱۹۳۰ تا ۱۹۵۰ در عرصه خلق کتاب کامیک فعالیت می‌کرد.

## زندگی‌نامه
والدین وی از نجات‌یافتگان نسل‌کشی ارمنی‌ها در سال ۱۹۱۵ میلادی توسط حکومت ترکان جوان بودند.
وی در زمان جنگ جهانی دوم در نیروی زمینی ایالات متحده آمریکا خدمت کرد و نشان ستاره برنزی شجاعت دریافت نمود.

## درگذشت
پیناجیان در سال ۱۹۹۹ درگذشت. وی در گورستان ملی کالورتن، کالورتن، شهرستان سافک، نیویورک به خاک سپرده شد.